# Pompeius (bướm)
Pompeius là một chi bướm trong họ Hesperiidae.

## Các loài
- Pompeius amblyspila (Mabille, 1897)
- Pompeius dares (Plötz, 1883)
- Pompeius darina Evans, 1955
- Pompeius pompeius (Latreille, [1824])
- Pompeius postpuncta (Draudt, 1923)
- Pompeius verna (Edwards, 1862)